# Balatonfüredi KSE
El Balatonfüredi KSE es un club de balonmano húngaro de la ciudad de Balatonfüred.

## Plantilla 2024-25
|  | Porteros - 11 Xavér Deményi - 21 Arián Andó - 32 László Lovistyek Extremos izquierdos - 04 Bence Kovács - 07 Bendegúz Bóka Extremos derechos - 47 Péter Hornyák - 50 Csongor Urbán-Patocskai Pívots - 20 Mátyás Simotics - 22 Máté Klucsik - 37 Denis Vasilev | Centrales - 09 Máté Szmetán - 10 Balázs Németh - 14 Balázs Szöllősi - 31 Viktor Melnicsuk Laterales izquierdos - 05 Stevan Sretenović - 06 Márton Varga Laterales derechos - 08 Tim Rozman - 17 Márk Vári - 33 Tadej Kljun |